# The Show Must Go On (bài hát của Queen)
The Show Must Go On là tên một bài hát của ban nhạc Queen đến từ Anh. Đây là bài hát thứ 12 và là bài cuối cùng trong album Innuendo. Bài hát được phát hành ở Anh vào ngày 14 tháng 10 năm 1991. Bài hát có vị trí thứ 16 trong bảng xếp hạng ở Anh và đứng thứ 2 trong bảng xếp hạng của tạp chí Billboard (Mỹ) cùng với Bohemian Rhapsody. Bài hát do tay chơi ghi-ta Brian May sáng tác, viết về nguyện vọng của linh hồn ban nhạc là Freddie Mercury muốn được tiếp tục sự nghiệp âm nhạc ngay cả khi sức khỏe của anh đang bị sa sút. Đây được coi như là một trong những bài hát xúc động nhất của Queen.
Đĩa đơn đã được phát hành 6 tuần ngay trước khi Freddie Mercury mất.
Sau cái chết của Mercury vào tháng 11, bài hát lại được có mặt trong bảng xếp hạng của Anh và đứng trong danh sách 75 bài hay nhất và giữ vững trong một thời gian khá lâu, lâu hơn cả phiên bản cũ trước nó. Một phiên bản khác của bài là phiên bản được thu trực tiếp khi Queen biểu diễn với Elton John, có trong album Greatest Hits III.

## Phiên bản cover
Bài hát được sử dụng nhiều lần trong bộ phim Moulin Rouge! sản xuất năm 2001, do Jim Broadbent và Nicole Kidman thể hiện.
Bài hát cũng được sử dụng trong một buổi diễn American Idol trong "Queen Night" (11 tháng 4 năm2006) bởi Paris Bennett, một trong những thí sinh dự thi trẻ tuổi nhất của American Idol.